# 徳井健太
徳井 健太（とくい けんた、1980年（昭和55年）9月16日 - ）は、日本のお笑い芸人。お笑いコンビ・平成ノブシコブシのツッコミを担当。相方は吉村崇。吉本興業所属。

## 略歴
千葉県生まれ、北海道野付郡別海町出身、北海道別海高等学校卒業。小学6年の時に父親が単身赴任となったことをきっかけに母親が統合失調症を患って引きこもり状態となり、代わりに洗濯・食事の用意・買い物・6歳下の妹の世話など家事のほとんどを引き受けるヤングケアラーとなる。精神的に不安定な母親のため、中学2年で両親の故郷である北海道別海町に引っ越す。高校時代は家にいたくないため、朝夕の新聞配達のアルバイトをし、学校には午後のみ出席するという状況だった。母親は後に自死した。
高校卒業後に上京し、2000年に東京NSC5期生の同期であった吉村崇とコンビ「コブシトザンギ」を結成（後に平成ノブシコブシに改名）。結成まで徳井は4回解散している（「トムソンガゼル」(コント)、「ドラッガ」(コント)、「高田馬場には行くな！」(漫才)など）。
2005年に看護師の女性と結婚し、2子を授かっていた。しかし、2020年10月27日、YouTubeで配信された『吉本芸人生存確認テレフォン』に出演。番組内で突如、同年春に離婚したと発言して周囲を驚かせたが、事実ではないことが明らかになった。同年1月に家を飛び出し、その後一方的に離婚届を送り付けたが、受け取った妻はその離婚届けを提出しておらず、離婚は成立していない。その事実を徳井自身も把握しているにも拘らず「"別居"では番組が盛りあがらないので"離婚"と発言した」旨を取材に対して回答した。2022年5月、妻とは既に離婚しており、違う女性と再婚したことを報告。同年6月、週刊文春にて結婚相手が藤田恵名であることが報じられる。文春調べによると徳井が婿入りしており、本名が藤田健太となっているという。

## 人物
感情の起伏がなく、理解不能な言動が多いことから「サイコ（野郎）」と呼ばれている。
売れない頃からボートレースやパチスロなどのギャンブルに手を出しており、前妻（当時は妻）からもらった教習所の費用をギャンブルに注ぎ込んで怒られたことがある。 
2017年3月11日放送の「さんまのお笑い向上委員会」で2000万円から3000万円の借金があることを明かした。
2019年に車両系建設機械免許、看取り士の資格を取得した。

## 出演
単独出演作品を記載。コンビの出演歴については平成ノブシコブシを参照。

### 現在の出演番組
テレビ
- ゴッドタン（2018年2月4日 - 、テレビ東京） - コーナーレギュラー「腐り芸人セラピー」担当[16]。
- #しゃにむにロック 〜型破りな女たち〜（2021年1月28日 - 、中京テレビ） - MC
- 電脳ワールドワイ動ショー → 楽しく学ぶ!世界動画ニュース（テレビ朝日）- ゲストコメンテーター → コメンテーター
- オールナイトフジコ（フジテレビ）- 代理MCとして不定期出演

ウェブテレビ
- Abemaミッドナイト競輪→WinTicket ミッドナイト競輪（2019年4月 - 、AbemaTV）日替わり出演者のひとり
- アイドルで芸能界のトップを目指していたら、いつの間にか芸人の並びだった件（2021年3月29日 - 31日、ABEMA）[17] - 須田チーム

### 過去の出演番組
テレビその他
- 神々の庭へ石狩川源流紀行最初の一滴を求めて（2022年12月28日、BSテレ東）- ナレーター
- ワシんとこ・ポスト（2022年3月 - 2023年6月、BSよしもと）- 金曜コメンテーター

ラジオ
- オレたちゴチャ・まぜっ!〜集まれヤンヤン〜（2011年4月17日 - 2020年6月28日[18]、MBSラジオ）- 第9期まではコンビでの出演だったが、第10期以降は単身出演。
- 卒業アルバムに1人はいそうな人を探すラジオ（2020年11月4日 - 2021年3月24日、文化放送）[19]。

ウェブテレビ
- アベマde週末ボートレース（2019年6月 ‐ 2020年5月、AbemaTV）土曜不定期レギュラー

### テレビドラマ
- 250億騙し取った男たち（2014年8月22日、フジテレビ・金曜プレステージ ）
- マネーの天使～あなたのお金、取り戻します！～ 第11話 ブラック芸能事務所とギャラバトル!!（2016年3月17日、日本テレビ・木曜ドラマ）
- 孤独のグルメ2022大晦日スペシャル 年忘れ、食の格闘技。カニの使いはあらたいへん。（2022年12月31日、テレビ東京） - 酒屋の男 役[20]
- パリピ孔明 第5話（2023年10月25日、フジテレビ） - 古参ファン 役[21]、第6話（2023年11月1日、フジテレビ）
- スタンドUPスタート 第10話 社長解任! 閃きと繋がりが兄弟の絆を動かす!（2023年3月22日、フジテレビ ）- 役人 役
- マルス-ゼロの革命-（2024年1月23日 - 3月19日、テレビ朝日） - 萩尾道哉 役[22]

### 映画
- 劇場版ポケットモンスター ベストウイッシュ 神速（しんそく）のゲノセクト ミュウツー覚醒（2013年7月13日公開、東宝）監督:湯山邦彦 - イシツブテ 役（声の出演）※アニメ映画[23]
- 聖ゾンビ女学院（2017年5月27日公開、ユナイテッドエンタテインメント）監督:遊佐和寿 [24][25]
- マイ・ダディ（2021年9月23日公開、イオンエンターテイメント）監督:金井純一 - 青木雄一郎 役[26]
- 麻雀最強戦 the movie（2022年11月18日公開、マグネタイズ）監督:原澤遊風[27]

### オリジナルビデオ
- THE3名様 スピンオフ 人生のピンチを救うパフェおやじの7つの名言（2008年4月2日、ポニーキャニオン）監督:福田雄一 [28]
- 發(あお)の竜〜逆転の闘牌〜第二章（2017年7月7月7日、オールインエンタテインメント）監督:片岡修二 [29] - 三浦俊介 役

## 書籍
- 敗北からの芸人論（2022年2月28日、新潮社）ISBN : 978-4103544418